# Karow

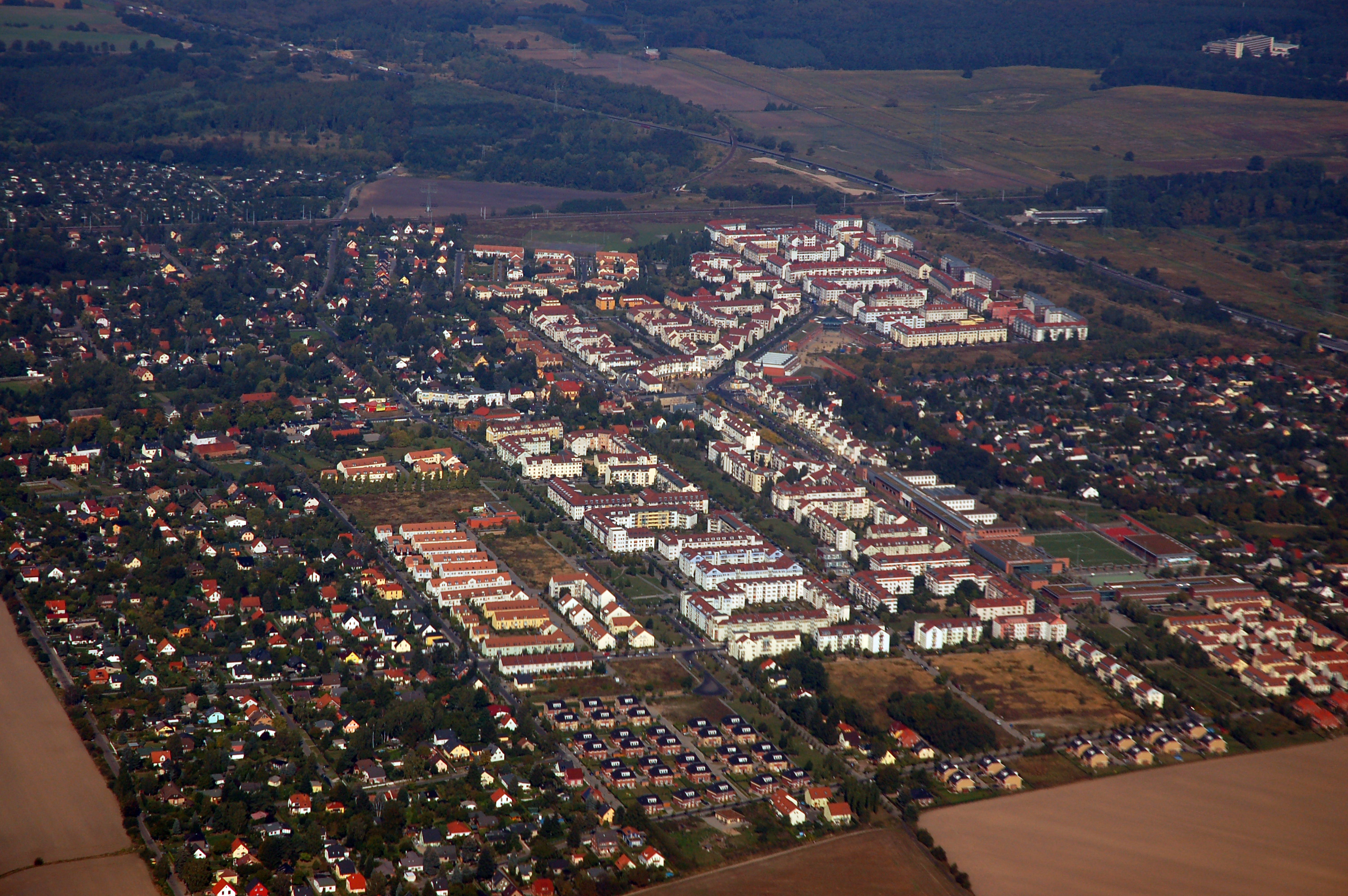
Vista área da localidade Karow

Karow é uma localidade (Ortsteil) do bairro (Bezirk) Pankow em Berlim. Até 2001 fazia parte do bairro Weißensee.
A localidade foi fundada em 1375 com o nome de Kare. Município autónomo prussiano do ex-distrito de Niederbarnim, Karow foi incorporado à Berlim em 1920, com o "Grande Ato de Berlim".
Localizado no subúrbio norte-oriental de Berlim, faz fronteira com as localidades de Buch, Französisch Buchholz, Blankenburg e Stadtrandsiedlung Malchow. Também faz fronteira, a leste, com a cidade do estado de Brandemburgo, Ahrensfelde. Parte do seu território, próximo a reserva natural Karower Teiche (em Buchholz), está incluída no Parque Natural de Barnim.